# Indolestes dajakanus
Indolestes dajakanus är en trollsländeart som först beskrevs av Maurits Anne Lieftinck 1948.  Indolestes dajakanus ingår i släktet Indolestes och familjen glansflicksländor. Inga underarter finns listade i Catalogue of Life.